# Ándhra Prades
Ándhra Prades  (telugu nyelven: ఆంధ్ర ప్రదేశ్; Āndhra Pradeś), egy délkelet-indiai állam; „India rizsestálja”. Északról Mahárástra, Cshattíszgarh és Orisza államok, keletről a Bengáli-öböl, délről Tamilnádu, nyugatról Karnátaka és az újonnan létrejött Telangána államok határolják.
2014-ben az állam északnyugati részéből egy új államot formáltak, Telangána néven. Mivel az addigi főváros, Haidarábád is átkerült Telangánába, 2015-ben új fővárost jelöltek ki Ándhra Pradesnek: ez a város Amarávati lett.
Két nagy folyója a Godávari és a Krisna.

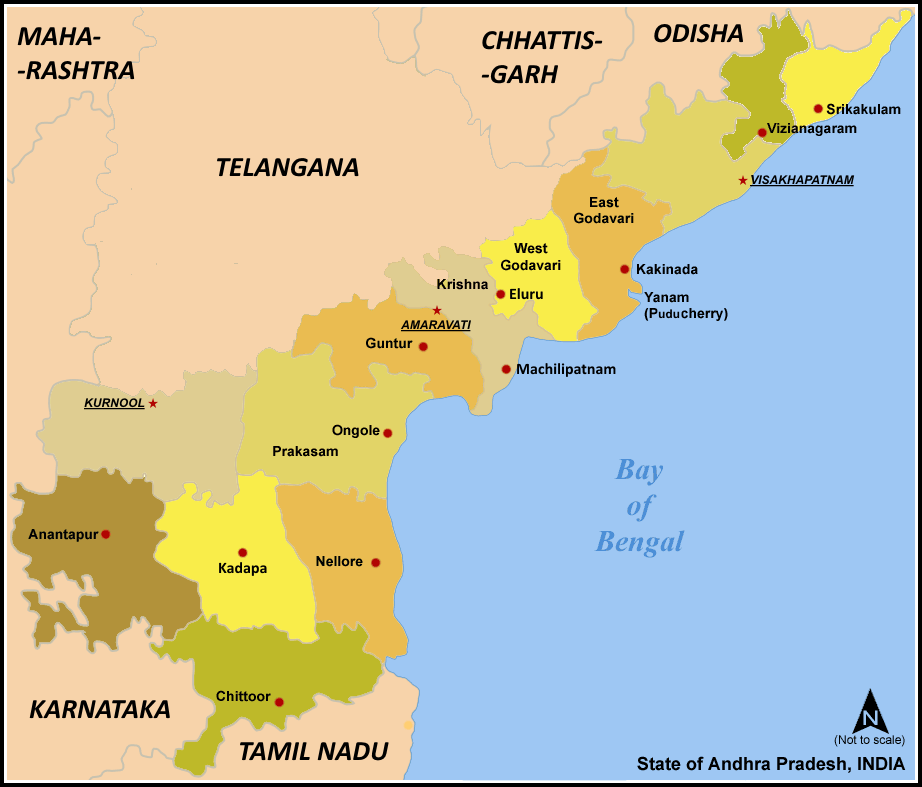
Ándhra Prades állam körzetei

## Közigazgatás
Ándhra Prades állam az alábbi 23  közigazgatási körzetre oszlik:
- Adilabad District
- Anantapur District
- Chittoor District
- Kadapa District
- East Godavari District
- Guntur District
- Hyderabad District
- Karimnagar District
- Khammam District
- Krishna District
- Kurnool District
- Mahbubnagar District
- Medak District
- Nalgonda District
- Nellore District
- Nizamabad District
- Prakasam District
- Rangareddi District
- Srikakulam District
- Visakhapatnam District
- Vizianagaram District
- Warangal District
- West Godavari District